# Рача (Босна и Херцеговина)
Рача (на сръбски: Рача) е село в Босна и Херцеговина, разположено в община Власеница, в ентитета на Република Сръбска. Намира се на 580 метра надморска височина. Населението му според преброяването през 2013 г. е 59 души, от тях: 56 (94,91 %) сърби и 3 (5,08 %) хървати.

## Население
Численост на населението според преброяванията през годините:
- 1961 – 192 души
- 1971 – 210 души
- 1981 – 176 души
- 1991 – 104 души
- 2013 – 59 души